# Peperomia stolonifera
Peperomia stolonifera är en pepparväxtart som beskrevs av Carl Sigismund Kunth. Peperomia stolonifera ingår i släktet peperomior, och familjen pepparväxter. Inga underarter finns listade i Catalogue of Life.